# Блендер
Бле́ндер (англ. blender «смеситель, смешиватель») — электроприбор, предназначенный для измельчения пищи, приготовления эмульсий, пюре, взбивания напитков, муссов и т. п., а также колки льда.
Блендер, как кухонный прибор для измельчения и смешивания продуктов, был изобретён в США в начале 20 века.
Первый блендер был создан в 1922 году американским изобретателем  Стивеном Поплавски (Stephen Poplawski), владельцем компании Stevens Electric Company. Он хотел упростить приготовление газированных напитков, позволив барменам быстро смешивать ингредиенты прямо в стакане. Устройство представляло собой контейнер с вращающимися лезвиями, установленными на дне, и приводилось в движение электромотором.
В 1930-х годах идея была подхвачена и усовершенствована Фредом Уорингомen:Fred Waring (Fred Waring), знаменитым музыкантом и предпринимателем. Его компания Waring Corporation в 1937 году выпустила первый массовый электрический блендер под названием "Waring Blendor". Аппарат стал популярен у диетологов, фармацевтов и кулинаров.
После Второй мировой войны блендеры начали широко использоваться в домах по всему миру. Модельный ряд расширялся, появлялись новые функции: измельчение льда, пюре, взбивание, автоматические режимы.
Существует три варианта блендера:
- Стационарный — обычно представляет собой расположенный на устойчивом основании корпус электродвигателя (УКД) — привод блендера, на который сверху надевается специальная узкая и высокая чаша с крышкой, внутри которой расположен лопастной нож.
- Высокоскоростной погружной миксер, оснащённый вместо венчиков для взбивания одной лопастной насадкой-ножом. Но в последнее время используются разнообразные насадки и чаши для измельчения, позволяющие не только смешать жидкие продукты, но и измельчить, нарезать овощи и зелень в считанные секунды. Быстро сменить насадки позволяет специальный фиксатор на моторной части, что позволяет сделать данный прибор многофункциональным.
- Высокомощный погружной — обычно имеет такие же качества как у высокоскоростного только мощность увеличена в 4−5 раз, что позволяет дробить лёд и другую замороженную продукцию эффективнее высокоскоростного блендера; он также даёт возможность быстро сменить насадки при помощи специального фиксатора. Разные насадки для высокомощного блендера имеют различные функции для дробления определённого вида продукции.

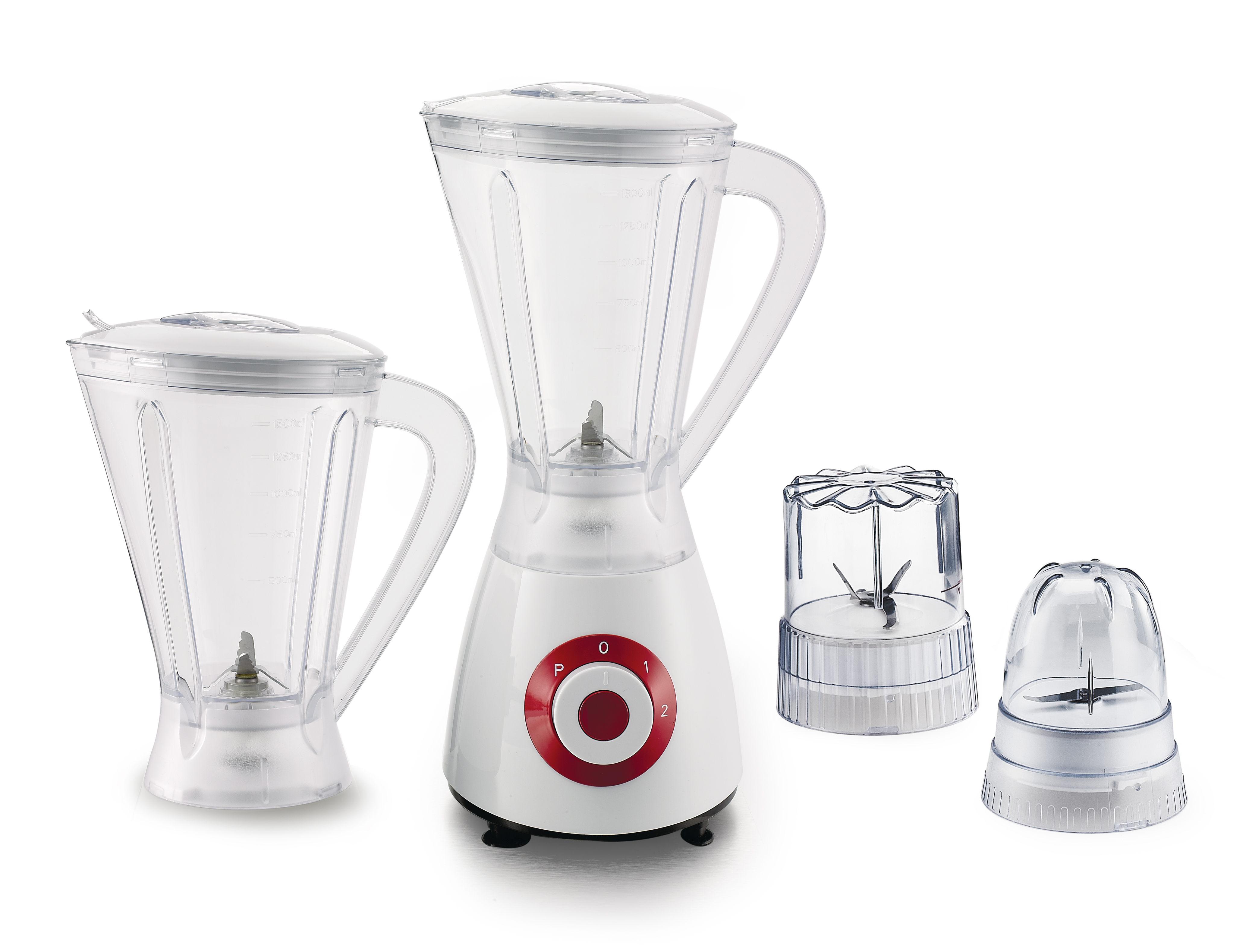
Вариант стационарного блендера со сменными насадками: ножевой кофемолкой и мясорубкой

Специальная насадка-блендер может входить в состав приспособлений кухонных комбайнов.
Некоторые компании производят профессиональные блендеры, предназначенные для оснащения баров. Такие модели отличаются использованием для корпуса нержавеющей стали или оксидированного алюминия в композиции с противоударным поликарбонатом, увеличенной мощностью, прочностью и объёмом чаши. Профессиональные блендеры могут быть встроены в столешницу бара и оснащены шумопоглощающим кожухом.
Как правило, блендеры, мощность которых менее 1.500 Вт, а обороты вращения ножа ниже 20 тыс.об/мин, не являются профессиональными. Важными в определении профессиональности блендера является наличие встроенных автоматических программ и автоматически переключающихся скоростей. На маломощных блендерах, управляющихся вручную, невозможно приготовить большое количество смесей одинаковой консистенции.